# Trương Lệ Hoa
Trương Lệ Hoa (chữ Hán: 張麗華, 559 - 589), còn gọi là Trần triều Trương Quý phi (陳朝張貴妃), là một mỹ nhân tuyệt thế xuất hiện tại Nam triều thuộc nhà Trần.
Bà vốn xuất thân con nhà binh võ, giỏi ca kỹ múa hát, về sau này làm Quý phi của Nam triều Trần Hậu Chủ Thúc Bảo, nổi tiếng là một sủng phi gây loạn chính sự. Vào năm 589, nhà Tùy diệt nhà Trần, Trương Lệ Hoa bị vu tội Họa thủy ngộ quốc (祸水误国), bị Trưởng sử nhà Tùy là Cao Quýnh giết chết, có thuyết lại cho rằng người giết bà là Dương Quảng.

## Tiểu sử
Trương Lệ Hoa xuất thân từ một gia đình binh gia, nhưng suy sút bần hàn ở Dương Châu, Giang Nam. Để kiếm kế sinh nhai, cha bà và anh trai đan chiếu kiếm sống.
Tuy là con nhà nông, phải phụ cha mẹ làm những công việc đồng áng nặng nhọc nhưng Lệ Hoa đang ở độ tuổi đôi mươi có nét đẹp khác lạ: "Da trắng như tuyết, mắt đen láy, thân hình toát lên vẻ thanh tú", những vẻ đẹp theo bà từ lúc mới sinh nên tên Lệ Hoa cũng do cha mẹ đặt từ các đặc điểm trên. Trương Lệ Hoa có mái tóc dài bảy thước, bóng đến soi gương được, lông mày như vẽ. Ngoài ra, bà còn có trí nhớ hơn người và sự nhạy bén nhận biết người tài, có thể nói là "Nhân gian có lời nào hay chuyện gì, luôn luôn biết trước".
Năm Quang Đại thứ 2 (568), Trương Lệ Hoa năm 10 tuổi được tuyển nhập cung, sung vào làm Thị nữ của Cung lương đệ (龚良娣), thiếp thất của Thái tử bấy giờ là Trần Thúc Bảo. Thái tử khi đó trông thấy Lệ Hoa, lập tức cảm mến liền lâm hạnh.
Năm Thái Kiến thứ 7 (575), Trương Lệ Hoa sinh hạ người con trai thứ tư của Thái tử, đặt tên là Trần Thâm (陈深). Không lâu sau, Lệ Hoa lại sinh hạ người con thứ 8 là Trần Trang (陈庄).

## Khuynh quyền Nam triều
Năm Thái Kiến thứ 14 (582), Trần Tuyên Đế băng hà, Thái tử Trần Thúc Bảo lên ngôi, sách sử gọi là Trần Hậu Chủ (陈后主).
Ngay khi nắm một quyền lực lớn nhất trong tay, Hậu Chủ đã cho rước Trương Lệ Hoa về cung, phong làm Quý phi và suốt ngày đắm đuối bên bà, bỏ mặc Hoàng hậu Thẩm Vụ Hoa và những lời can ngăn của quần thần. Ông coi Lệ Hoa như bảo bối quý báu nhất, đến nỗi khi lâm triều, bá quan khởi tấu quốc sự, đều cho Trương Lệ Hoa ngồi trên đầu gối, cùng quyết định đại sự thiên hạ. Bấy giờ, khi vừa lên ngôi thì em trai ông Thủy Hưng vương Trần Thúc Lăng (陈叔陵) tạo phản, Hậu Chủ phải đánh dẹp và bị thương, thường ngự tại Thừa Hương điện (承香殿). Hoàng hậu các tần phi không ai dám đến gần và chăm sóc, duy chỉ có Quý phi Trương Lệ Hoa thường xuyên ra vào, và gần như là ở tại đó cùng Hậu Chủ. Bấy giờ, mẹ của Hậu Chủ là Thái hậu Liễu Kính Ngôn ở tại Bách Lương điện (柏梁殿), rất sủng ái và thiên vị Trương Lệ Hoa. Còn Thẩm Hoàng hậu không được lòng của cả Hậu Chủ và Thái hậu, do vậy chỉ ngụ tạm ở Cầu Hiền điện (求贤殿). Dần dần, mọi việc cần giải quyết trong hậu cung vốn dĩ do Hoàng hậu đảm nhiệm, nay đều rơi vào tay của Trương Quý phi.
Năm Chí Đức nguyên niên (583), Hậu Chủ phong con trai cả của Quý phi Trương Lệ Hoa là Trần Thâm làm Thụy An vương (始安王), Trần Thâm do vì mẹ mình đắc sủng nên rất được Hậu Chủ yêu thương. Năm thứ 2 (584), Trần Hậu Chủ tại Quang Chiêu điện (光昭殿) tạo nên 3 tòa các; gồm Lâm Xuân các (临春阁), Kết Ỷ các (结绮阁) và Vọng Tiên các (望仙阁). Cả ba các đều cao trên 10 trượng, trang trí lộng lẫy xa hoa, có hơn 10 gian phòng. Hậu Chủ ngự ở Lâm Xuân các, Trương Quý phi ở Kết Ỷ các còn Cung-Khổng 2 vị Quý tần thì ở tại Vọng Tiên các. Trần Hậu Chủ lấy cung nhân Viên Đại Xá (袁大舍) trao cho chức Nữ học sĩ (女学士), mỗi khi có dịp thì Hậu Chủ đều tổ chức tiệc tùng, mời các quan viên nho sĩ vào Tam các, cùng Nữ học sĩ và Phi tần thưởng rượu ngâm thơ. Ngoài ra, Hậu Chủ còn cho người sáng tác nhạc dựa vào lời thơ, trong đó có Ngọc thụ hậu đình hoa (玉树后庭花) và Lâm Xuân nhạc (临春乐); đều là những ca khúc xuất hiện tại thời gian này, miêu tả vẻ đẹp của Trương Quý phi và Khổng Quý tần.
Năm Chí Đức thứ 4 (586), Trần Hậu Chủ phong người con trai còn lại của Lệ Hoa là Trần Trang làm Hội Kê vương (会稽王). Cũng như người anh là Thủy An vương Thâm, Hội Kê vương Trang cũng do mẫu thân Lệ Hoa rất được Hậu Chủ sủng ái, cũng được Hậu Chủ chiếu cố đặc biệt.
Trương Lệ Hoa vào cung nhiều năm, có biệt tài ăn nói, cộng thêm nhan sắc tuyệt trần, nắm được sự tin yêu và sủng ái của Hậu Chủ. Từ khi Lệ Hoa có quyền lấn át cả Hoàng hậu Thẩm thị, các cung nhân trong cung không ai không kính trọng và xu nịnh bà, thường tìm cách đút lót để mong được chiếu cố. Lệ Hoa còn biết các thuật cầu đảo, mê tín, thường mời các Nữ vu (女巫) vào cung lập đàn tế tự, mê hoặc Hậu Chủ tin vào những điều kỳ bí. Do đó, Hậu Chủ càng tin tưởng Lệ Hoa không ngừng, thường cho Lệ Hoa can dự triều chính. Bấy giờ, Hậu Chủ bỏ bê triều chính, các quan tấu sớ đều phải qua hoạn quan Thái Lâm Nhân (蔡临儿) và Lý Thiện Độ (李善度), mà cả hai đều chịu sự chi phối của Trương Lệ Hoa. Hậu Chủ ngày càng lún sâu vào hưởng lạc, quyết định có việc gì thì Trương Lệ Hoa có thể tự quyết định, sau đó hãy bẩm báo cho mình. Do đó, trong ngoài đều do lệ Hoa quyết định, tùy tiện phong tước, nhận hối lộ, kéo bè kết phái,... làm cho quốc sự Nam triều nhanh chóng hỗn loạn.

## Cái chết
Năm Trinh Minh thứ 2 (588), Trần Hậu Chủ quyết định phế Thái tử Trần Dận (陈胤), lập Thủy An vương Thâm làm Thái tử thay thế. Sang năm sau (589), nhà Tùy dẫn quân tấn công Nam triều, Tấn Vương Dương Quảng bao vây kinh đô Nam Trần. Trần Hậu Chủ bước đường cùng phải dẫn Trương Lệ Hoa và Khổng Quý tần nhảy xuống một cái giếng cạn ở Ngự Uyển để trốn quân Tùy. Cuối cùng bị bắt gọn.
Dương Quảng cũng suýt bị mỹ nhân hớp hồn, toan đưa bà về làm phi thiếp, Trưởng sử Cao Quýnh can ngăn: "Năm xưa Chu Vũ vương phạt Trụ, ra tay giết Đát Kỷ. Nay quốc triều bình định Trần triều, không thể dung túng Trương Lệ Hoa". Sau đó, Cao Quýnh sai người đưa Lệ Hoa đến suối Thanh Khê, ra tay giết chết. Năm đó bà 30 tuổi. Tương truyền, Trương Lệ Hoa trước khi bị hành quyết có di ngôn xin táng tại Tần Hoài, vì tự nhận thân phận thấp hèn, không thể táng cùng Hậu Chủ. Di hài bà sau đó được táng ở một cái giếng trời ở trên nguồn thượng sông Tần Hoài, dân gian tôn thờ làm [Bát nguyệt Quế hoa Hoa thần; 八月桂花花神].

## Trong văn hóa đại chúng
| Năm  | Phim ảnh           | Diễn viên    |
| 2014 | Tùy đường anh hùng | Jang Seo Hee |